# Wilfried Romoli
Pour les articles homonymes, voir Romoli.
Scènes principales
Opéra national de Paris
Wilfried Romoli, né en 1963 à Saint-Denis en Seine-Saint-Denis, est un danseur français. Danseur étoile du ballet de l'Opéra de Paris, il est depuis 2009 professeur à l'École de danse.

## Biographie

### Danseur de l'Opéra de Paris
Wilfried Romoli entre à l'École de danse de l'Opéra national de Paris en 1973. À la fin de sa scolarité, en 1979, il intègre le corps de ballet de l'Opéra de Paris, est promu coryphée en 1982, sujet en 1983 et premier danseur en 1989, à  l'âge de vingt-six ans.
Wilfried Romoli est nommé tardivement danseur étoile le 3 février 2005 à l'âge de 42 ans par Gerard Mortier à l'issue d'une représentation de « Ich bin » de Susanne Linke,. Il travaille sous la direction des plus grands chorégraphes : Maurice Béjart, Mats Ek, Bob Wilson, Pina Bausch, John Neumeier, Angelin Preljocaj, Roland Petit, Jerome Robbins, Jiri Kylian et Maguy Marin.  
Wilfried Romoli fait ses adieux à la scène de l'opéra le 6 mai 2008, après avoir interprété Un trait d'union d'Angelin Preljocaj avec Laurent Hilaire. 
Il continue de danser ponctuellement, comme en 2011 en reprenant par exemple Le Funambule de Preljocaj.

### Professeur à l'École de danse de l'opéra
Wilfried Romoli enseigne à partir de 2009 à l'École de danse de l'Opéra de Paris à Nanterre dans la quatrième division garçons ainsi qu'à la première division adage. En 2015, il est professeur de la troisième division garçons puis devient en 2017 professeur de la première division,.

### Présence au cinéma
Wilfried Romoli joue aussi au cinéma pour Pierre Jolivet ; à son actif, Zim and Co, Filles uniques, La Très Très Grande Entreprise, Les Hommes du feu. Il interprète un chorégraphe dans Divines d'Uda Benyamina et joue dans Ce qui nous lie de Cédric Klapisch. Il est également à l'affiche des plusieurs documentaires : La Danse de Frederick Wiseman et Tout près des étoiles de Nils Tavernier.
Il danse dans le film Aunis de Luc Riolon sur une chorégraphie de Jacques Garnier.

## Prix et distinctions
- 1989 : Premier Prix du Concours international de danse de Paris avec Marie-Claude Pietragalla[7]
- 2005 :  Commandeur de l'ordre des Arts et des Lettres[8]
- Chevalier de l'ordre national du Mérite